# Белозеров, Андрей Сергеевич
Андрей Сергеевич Белозёров (род. 17 ноября 1980 года, Мурманск, РСФСР, СССР) — российский менеджер, бизнес-ангел и инвестор, управляющий в сфере высоких информационных технологий и эксперт в области умных городов. Учредитель и президент АНО «Умные города»(с апреля 2019 года). Заместитель руководителя Департамента информационных технологий Москвы (2011—2017).
Андрей Белозёров родился 17 ноября 1980 года в Мурманске.
Окончил Мурманский государственный технический университет (специальность «прикладная информатика в экономике»).
Прошел дополнительное обучение в Российской государственной академии специалистов инвестиционной сферы, а также стажировался в США.
Одним из первых серьезных проектов Андрея Белозёрова стал центр внедрения «ТЕКОРА» Архивная копия от 23 июля 2020 на Wayback Machine, специализирующийся на консалтинговых услугах, разработке и внедрении программного обеспечения. В компании Белозёров курировал IT-системы, внедряя их в корпорации и госструктуры (Промсвязьбанк Архивная копия от 23 июля 2020 на Wayback Machine (ПСБ), ВТБ24, Сбербанк и др.).
В рамках работы в «ТЕКОРЕ» под руководством Андрея Белозёрова было реализовано несколько инновационных информационных проектов. В том числе по системе «4И» («Информационный Инкубатор Инновационных Идей»), которая включает в себя управление идеями, предложениями и инновациями.
Следующий проект Андрея Белозёрова — ГК «Проектная практика», где он стал управляющим партнером. Деятельность «Проектной практики» была сосредоточена в области управления проектами, внедрении IT-решений и проектного менеджмента.
Затем Андрей Белозёров занял должность вице-президента московского отделения Project Management Institute. На тот момент он занимался вопросами профессиональной подготовки управленцев.
На государственной службе Андрей Белозёров начал работать в 2010 году, заняв должность главы отдела формирования электронного правительства Департамента информационных технологий и связи Аппарата правительства РФ. Его специализацией была отраслевая информатизация.
В 2017 году Андрей Белозёров уволился с должности заместителя руководителя Департамента, но остался консультантом в ведомстве. Продолжил работать как советник руководителя Аналитического центра при правительстве РФ и сотрудничать с подразделениями Департамента информационных технологий.
В апреле 2019 года руководитель Департамента информационных технологий Артём Ермолаев и Андрей Белозёров стали учредителями автономной некоммерческой организации по формированию, сопровождению и мониторингу программ цифровизации «Умные города» Архивная копия от 23 июля 2020 на Wayback Machine.
В 2019 году Андрей Белозеров уволился из Аналитического центра при правительстве РФ и начал заниматься своими проектами .
В 2019 году Андрей Белозеров стал экспертом программы развития Организации Объединенных наций.
В 2020 году Андрей Белозеров стал амбассадором Нью-Йорского венчурного фонда.

## Деятельность в Департаменте информационных технологий Москвы
В Департаменте информационных технологий Москвы Андрей Белозёров занимался комплексным внедрением и продвижением умных технологий в мегаполисе, а также информатизацией образования.
За 6 лет работы в Департаменте Андрей Белозёров представил десятки крупнейших проектов. Они изменили информационную среду Москвы.
На протяжении всей деятельности Белозёров развивал общегородские информационные системы; внедрял мобильные сервисы; автоматизировал работу органов исполнительной власти; реализовывал единое информационное пространство для мегаполиса.
Всего под кураторством Белозёрова было создано около 100 информационных систем во всех ведущих городских отраслях — ЖКХ, образование, здравоохранение, безопасность, культура, туризм и др.
«Мы внедрили современные технологии во все ключевые городские отрасли», — говорил Андрей Белозёров в интервью РИА Новости. Одной из таких отраслей стал транспорт. Андрей Белозёров развивал интеллектуальную транспортную систему: начиная с видеокамер, которые автоматически выписывают штрафы, и заканчивая умными светофорами.
Главной же задачей всех технологий и интернет-платформ было обеспечение связи власти и горожан.
Другим центральным проектом Белозёрова стал запуск официального портала мэра Москвы Сергея Собянина. Сегодня платформа выступает как информационный ресурс, на котором горожане узнают столичные новости и следят за важными городскими событиями.
Также под руководством Андрея Белозёрова был создан портал открытых данных, который включил в себя около 160 электронных услуг и сервисов, ориентированных на простых граждан и предпринимателей.
Еще один крупный столичный проект — «Наш город», направленный на то, чтобы узнавать о проблемах москвичей в городе и оперативно их решать. Кроме того, с активным участием Андрея Белозёрова разрабатывался портал «Активный гражданин», масштабная площадка для электронных голосований.
Другими проектами стали «Московская электронная школа», «Автокод», «Узнай Москву», обновление «Социальной карты москвича» и столичный Wi-Fi. Проекты, реализованные под кураторством Андрея Белозёрова, получали премию Рунета (с 2015 по 2018 годы).
За время работы в Департаменте Андрей Белозёров модернизировал систему работы всех органов власти Москвы: систему объединенных диспетчерских служб жилищно-коммунального комплекса, систему мониторинга работы городской коммунальной техники на базе ГЛОНАСС, а также систему управления финансового и экономического блоков.
Значимый вклад он привнес и в систему здравоохранения, курируя вопросы по введению Единой медицинской информационно-аналитической системы. А также в сферу ЖКХ, предложив более прозрачные решения (в частности, реализовав ресурс «Дома Москвы», в рамках которого управляющие компании обязаны раскрывать свои данные).
Современные технологии активно внедрялись под руководством Андрея Белозёрова и в сферу образования. Одним из проектов стала «Московская электронная школа»], важнейшими составляющими которой сам Андрей Белозёров назвал «электронный дневник и журнал, библиотеку электронных учебных материалов».
В течение последнего года работы в ведомстве Андрей Белозёров сосредоточился на изучении и внедрении в городские системы больших данных, а также на технологиях искусственного интеллекта, машинного зрения и блокчейна.
В 2017 году был избран в консультативный совет программы Connected Citiy международной организации Wireless Broadband Alliance
15 февраля 2017 года Андрей Белозёров по собственному желанию уволился из Департамента информационных технологий.
«Должность заместителя главы департамента подразумевает достаточно большой объем ежедневной бюрократической работы, которую нужно исполнять. Мы совместно с начальником Артёмом Ермолаевым решили, что будет правильно разгрузить меня от рутины для более интересных задач», 
— объяснил своё решение Андрей Белозёров.
На тот момент его назначили советником министра Правительства Москвы Артема Ермолаева по стратегическим проектам и инновациям. Прошлые проекты Андрея Белозёрова делегировали двум новым заместителям, Эдуарду Лысенко и Анне Пашкевич.

## Другие достижения
После увольнения из Департамента информационных технологий Андрей Белозёров работал советником руководителя Аналитического центра.
На этой должности он занимался развитием проектов «Умного города», разработкой и популяризацией приложений на искусственном интеллекте, программными решениями в области инфраструктуры.
Также Андрей Белозёров курировал разработку мобильной платформы «Доктор в кармане». На медицинском ресурсе можно было получить консультацию врача и оплатить ее с помощью банковской карты онлайн. Отслеживать результаты анализов, выставлять напоминания о визитах, а также следить за обновлениями в медицинской карте.
В 2019 году Андрей Белозёров стал соучредителем АНО «Умные города». Об этом было объявлено на London Tech Week. Организация объединила участников рынка Smart City. Задача компании — разработка в области программного обеспечения, общественных и гуманитарных наук, а также формирование, мониторинг и сопровождение IT-программ.
В 2020 году Андрей Белозёров получил 6,3 % компании «Карусель», сервиса проката электросамокатов.
Андрей Белозёров продолжает заниматься IT-технологиями и цифровизацией образовательной сферы, а также интеллектуальными системами. Так, в 2018 году Москва заняла первое место в рейтинге ООН по электронному правительству среди 40 городов, в том числе благодаря вкладу Андрея Белозёрова.
Сейчас Белозёров выступает как эксперт программы развития ООН. В частности, он стал соавтором курса «Digital transformation of megapolises: from zero to #1 in UN digital e-government ranking», основанном на опыте цифровизации Москвы.

## Семья
Холост

## Состояние
По итогам 2013 года Андрей Белозёров получил официальный доход в размере 2,12 млн рублей. В то время он владел двумя квартирами, общей площадью 82 кв.м. (37 кв.м. и 45 кв. м.).